# Frege (llenguatge de programació)
Frege és un llenguatge de programació funcional, pur, d'avaluació tardana, de la família del llenguatge Haskell i influenciat pel Java. Té un sistema de tipatge fort amb tipus estàtics i inferència de tipus.
Frege és creat per a l'ecosistema de la Màquina Virtual Java proporcionant facilitat d'interacció amb classes generades des d'altres llenguatges a la mateixa màquina virtual.
Frege és atribuïble a Ingo Wechsung (Language reference doc.). Butlletí històric.
Frege no és un dialecte de Haskell encara que hi té moltes concordances. Ve a ésser un assaig reeixit de Haskell, però més acadèmic que normatiu (per ex. la classe Mònada no incorpora el mètode fail, que s'inclou en una classe derivada MonadFail), incorporant al llenguatge trets amb paral·lelismes al model de la màquina virtual Java subjacent.
El nom del llenguatge de programació pretén honorar Gottlob Frege (un dels inventors de la currificació).

## Programa Hola Món
```
-- fitxer hola.fr

-- el mòdul equival a una ''classe Java'' (el nom pot ser jeràrquic com a pkgdir.NomDeLaClasseJava)

module
 
Hola
 
where
 

main
 
args
 
=
 
println
 
$
 
"Hola món! heus aquí els arguments: "
 
++
 
show
 
args

```

## Compilant programes Frege
Frege requereix un Java Development Kit (JDK) de la versió Java-7.
Com s'esmenta a la pàgina "Getting started"
```
mkdir classes
java -Xss1m -jar <carpeta-d'instal·lació>/fregec.jar -d classes hola.fr

```

Aquí assumim que el compilador descarregat com a frege3.xx.vvv.jar ha estat reanomenat a fregec.jar.
Per executar el programa, cal esmentar-ne el nom de la classe d'arrencada.
```
$ java -cp classes:<carpeta-d'instal·lació>/fregec.jar Hola arg1 arg2

Hola món! heus aquí els arguments: ["arg1", "arg2"]
runtime 0.125 wallclock seconds.

```

Sobre Microsoft Windows el separador de la classpath cal que sigui ';' en comptes de ':'

## Diferències amb Haskell
Un resum de les diferències amb Haskell està llistat a la pàgina Differences between Frege and Haskell.
El tipus String està definit com una interfície amb les cadenes Java. L'op. (++) està lligat al (+) de les cadenes Java. Però l'String de Frege implementa una classe ListLike que defineix els mètodes essencials de les llistes (Vegeu el mòdul PreludeList). Funcions de conversió al tipus corresponent al Haskell [Char]:
```
packed
 
::
 
[
Char
]
 
->
 
String

unpacked
 
::
 
String
 
->
 
[
Char
]

```

Literals:
```
-- els literals cert i fals no han de començar per majúscula.

-- frege: data Ordering = Lt | Eq | Gt

-- haskell: data Ordering = LT | EQ | GT

```

Els literals numèrics no es poden emprar com al Haskell associats a una classe de tipus (sobrecàrrega d'operacions), sinó, com al Java, associats a un tipus.
```
test
 
=
 
(
*
5
)
 
5
L
 
-- error de tipus

--, l'aplicació parcial (*5) té tipus (:: Int -> Int) i no és aplicable al literal Long 5L

-- amb fromInt :: Num a => Int -> a

test
 
=
 
(
*
 
fromInt
 
5
)
 
5
L
 
-- ara sí que passa la comprovació de tipus

```

```
fregeFromToList
 
=
 
1
..
5
 
-- sense les claus [] :: [Int]

haskellFromToList
 
=
 
[
1
..
5
]
 
-- :: (Num t, Enum t) => [t]

```

La classe Monad del Frege no inclou el mètode fail, que s'inclou en una classe separada MonadFail.
Frege no implementa les excepcions del Haskell. Les excepcions de les crides a Java són caçades per la interfície de crides al llenguatge nadiu que han d'incorporar el resultat en un tipus (Either JException tipusDelResultat).
Les classes numèriques per a coma flotant no es corresponen amb les de Haskell.
```
-- el nom de la classe definida precedeix els requeriments del context.

class
 
Real
 
(
Num
 
r
)
 
=>
 
r
 
where
 

 
--- l'operador de divisió real, que al Haskell està definit a la classe ''Fractional''

 
(
/
)
 
::
 
r
 
->
 
r
 
->
 
r

```

## Exemples més elaborats

### Enumeració d'arguments
```
module
 
Test
 
where

-- main :: [String] -> IO ()

main
 
args
 
=
 
do

 
println
 
"Hello World!"

 
case
 
args
 
of

 
[]
 
->
 
println
 
"Ús: afegiu-hi qualque paràmetre"

 
_
 
->
 
do

 
println
 
"vet aquí els vostres paràmetres:"

 
let
 
pairs
 
=
 
zip
 
numeració
 
args
 

 
forM_
 
pairs
 
$
 
uncurry
 

 
-- funció anònima

 
(
\
pos
 
->
 
\
arg
 
->
 
do
 
-- barra invertida a cadascun dels encaixos 

 
-- els (->) entre paràmetres es poden estalviar

 
print
 
$
 
show
 
pos
 
++
 
". "
 

 
imprimeixArg
 
arg

)

 
where

 
numeració
 
=
 
iterate
 
(
+
1
)
 
1
 
-- el [1..] del Haskell no està implementat -- :: [Int]

 
-- composició de funcions (prefixar etiqueta i imprimir)

 
imprimeixArg
 
=
 
println
 
•
 
(
"arg: "
++
)

```

### El tipus de dadaRegistreadmetmètodes, per casar amb les classes de la JavaVM
Els accessors per als camps fan servir la notació del punt (navegació de dades) i no comporten una funció a nivell de mòdul com fa el Haskell. (L'equivalent s'obté qualificant amb el Tipus: Tipus.nomDeCamp).
```
-- fitxer fregeRec.fr

module
 
FregeRec
 
where
 

-- amb tipus escalars del Java

data
 
TRec
 
=
 
RecConstructor
 
{
 
fld1
 
::
 
Long
,
 
fld2
 
::
 
String
,
 
fld3
 
::
 
Int
}
 

 
where
 
-- amb mètodes a continuació

 
new
 
cnt
 
=
 
RecConstructor
 
0
L
 
"abc"
 
cnt
 
-- inicialització posicional amb literals Java

 
getProp1
 
(
obj
::
TRec
)
 
=
 
obj
.
fld1

 
setProp1
 
(
obj
::
TRec
)
 
v
 
=
 
obj
.
{
fld1
 
=
 
v
}
 
-- cal posar un punt davant la clàusula d'actualització

 
incrProp1
 
(
obj
::
TRec
)
 
=
 
obj
.
{
fld1
 
<-
 
(
+
1
L
)}
 
-- actualització amb una funció (al Haskell no hi és)

derive
 
Eq
 
TRec
;
 
derive
 
Show
 
TRec

-- fent servir els mètodes del registre amb estil navigacional.

getATRecObj
 
cnt
 
=
 
((
TRec
.
new
 
cnt

)
.
setProp1
 
1
L

)
.
incrProp1

-- la propera línia dispararía un error!!: can't resolve `fld1` 

-- getField1 (obj::TRec) = fld1 obj -- fld1 no pertany a l'espai de noms del mòdul

data
 
TRec2
 
=
 
RecConstructor2
 
{
 
fld4
 
::
 
Long
,
 
fld5
 
::
 
Float
}
 

 
where
 
-- alguns mètodes tot seguit

 
new
 
=
 
RecConstructor2
 
{
 
fld4
 
=
 
4
L
,
 
fld5
 
=
 
0.0
f
}
 
-- inicialització per nom amb literals Java

 
getProp1
 
(
obj
::
TRec2
)
 
=
 
obj
.
fld4

derive
 
Eq
 
TRec2
;
 
derive
 
Show
 
TRec2

getATRec2Obj
 
()
 
=
 
TRec2
.
new

```

```
-- file test.fr

module
 
Test
 
where

import
 
FregeRec
 
(
TRec
,
 
getATRecObj
,
 
TRec2
,
 
getATRec2Obj
)

-- definirem una classe de tipus (similar als "interface" del Java) 

class
 
HasProp1Long
 
t
 
where

 
getProp1
 
::
 
t
 
->
 
Long

-- classe derivada

-- El nom de la classe definida precedeix el context !!

class
 
PrintProp1
 
(
HasProp1Long
 
t
)
 
=>
 
t
 
where
 

 
printProp1
 
::
 
t
 
->
 
IO
 
()

 
printProp1
 
rec
 
=
 
println
 
$
 
"printProp1: "
 

 
++
 
showLong
 
rec
.
getProp1
 

 
where
 

 
showLong
 
(
longv
::
Long
)
 
=
 
show
 
longv

-- instanciem la classe derivada per als dos tipus definits.

instance
 
PrintProp1
 
TRec

instance
 
PrintProp1
 
TRec2

-- en instanciar PrintProp1 intenta també instanciar la classe base HasProp1Long

-- però aquesta defineix una funció ja implementada als mètodes dels tipus 

-- i el compilador ho troba tot bé.

-- main :: [String] -> IO ()

main
 
args
 
=
 
do

 
let
 
myTRecObj
 
=
 
FregeRec
.
getATRecObj
 
1

 
myTRec2Obj
 
=
 
FregeRec
.
getATRec2Obj
 
()

 
println
 
$
 
"myTRecObj: "
 
++
 
show
 
myTRecObj

 
println
 
$
 
"myTRec2Obj: "
 
++
 
show
 
myTRec2Obj

 
printProp1
 
myTRecObj

 
printProp1
 
myTRec2Obj

```

### IORefs / Exportació d'identificadors
- El tipus IORef té mètodes com el Java {.new iniVal, .get, .put val}.

- Identificadors exportats: L'exportació o no d'un símbol per part d'un mòdul no va com al Haskell sino mitjançant qualificadors d'accés private / protected / public (per omissió). Els etiquetats protected només s'exporten si el mòdul que els importa els menciona explícitament en una llista d'importació.

- la definició d'operadors requereix cometes revesses. El rang de precedència (1..16) és diferent del del Haskell (0..9).
- les crides a funcions sense paràmetres amb efectes col·laterals han de dur el paràmetre () (Unit) per evitar la memoïtzació.

```
module
 
IORefTest
 
where

-- definim un operador de composició d'esquerra a dreta (més fàcil de llegir)

infixr
 
3
 
`
>>>
`
 
-- l'operador definit ha d'anar entre cometes revesses (diferència amb el Haskell)

f
 
>>>
 
g
 
=
 
g
 
•
 
f
 

-- l'operador '>>=' té el mateix significat que al Haskell. (encadenament monàdic)

private
 
incrCounter
 
::
 
Enum
 
a
 
=>
 
IORef
 
a
 
->
 
IO
 
a

private
 
incrCounter
 
enumRef
 
=
 
do

 
enumRef
.
get
 
>>=
 
(
succ
 
>>>
 
enumRef
.
put
)
 

 
enumRef
.
get
 

main
 
_
 
=
 
do

 
refCnt
 
<-
 
IORef
.
new
 
0
 
-- :: IO (IORef Int)

 
cnt
 
<-
 
incrCounter
 
refCnt

 
println
 
$
 
"counter shows: "
 
++
 
show
 
cnt

```

### Interfície amb Java
Cal afegir el qualificatiu native. Vegeu capítol "Native Interface" al Manual.
- Els mètodes purs (quin resultat només depèn dels paràmetres) han de dur el qualif. pure.
- Les definicions de tipus per a la interfície de classes Java amb estat han de dur un paràmetre fantasma (els que no figuren en la definició) per a l'estat corresponent al paràmetre de la Mònada (com ara (IO s)).
- Els paràmetres amb valors que admeten null cal embolcallar-los en un tipus Maybe.
- Els resultats de crides a Java que generen excepcions, cal embolcallar-los en un tipus Exception com ara Exception resultType sinònim de (Either JException resultType).

```
// file src/pkgdir/StringExtra.java

package
 
pkgdir
 
;

public
 
class
 
StringExtra
 
{

 
// creant una classe per afegir funcionalitat

 
public
 
static
 
int
 
lastIndexOf
(
String
 
str
,
 
char
 
ch
)
 
{

 
return
 
str
.
lastIndexOf
(
ch
);
 

 
}

}

```

```
-- file src/pkgdir/MyNativeInterface.fr

module
 
pkgdir.
MyNativeInterface
 
where

-- els tipus nadius han d'incorporar un paràmetre fantasma, corresponen a l'espai d'avaluació de la Mònada

-- quin paràm. actual serà RealWorld cas de la mònada IO, o bé en cas de la mònada (ST s) la mateixa var. com al Haskell

data
 
JRuntime
 
s
 
=
 
native
 
java
.
lang
.
Runtime
 

 
where

 
-- FFI dels mètodes: "native" nom_Frege nom_Java :: tipus

 
native
 
jrtGetRuntime
 
java
.
lang
.
Runtime
.
getRuntime
 
::
 
()
 
->
 
IO
 
(
JRuntime
 
RealWorld
)
 
-- mètode estàtic 

 
-- mètode és de la instància sempre que el primer paràmetre sigui del tipus definit, altrament estàtic

 
native
 
jrtFreeMemory
 
freeMemory
 
::
 
JRuntime
 
RealWorld
 
->
 
IO
 
Long
 

getFreeMemory
 
::
 
()
 
->
 
IO
 
Long

getFreeMemory
 
()
 
=
 
do

 
runtime
 
<-
 
JRuntime
.
jrtGetRuntime
 
()

 
runtime
.
jrtFreeMemory

-- quan la rutina nadiua llança excepcions

native
 
getSysProp
 
java
.
lang
.
System
.
getProperty
 
::
 
String
 
->
 
IO
 
(
Exception
 
(
Maybe
 
String
))

-- un mètode pur (quin resultat només depèn dels paràmetres)

pure
 
native
 
stringLastIndexOf
 
StringExtra
.
lastIndexOf
 
::
 
String
 
->
 
Char
 
->
 
Int

```

```
-- file src/pkgdir/Test1.fr

module
 
pkgdir.
Test
 
where

import
 
pkgdir.MyNativeInterface

-- testSysProp :: String -> IO ()

testSysProp
 
name
 
=
 
do

 
eitherRes
 
<-
 
getSysProp
 
name
 
-- :: IO (Exception (Maybe String))

 
case
 
eitherRes
 
of

 
Left
 
excep
 
->
 
println
 
$
 
"exception: "
 
++
 
excep
.
getMessage

 
Right
 
maybeResult
 
->

 
case
 
maybeResult
 
of

 
Just
 
strRes
 
->
 
println
 
$
 
"system prop. "
++
 
name
 
++
 
" is: "
 
++
 
strRes

 
Nothing
 
->
 
println
 
$
 
name
 
++
 
" system prop. is not defined"

-- testStrLastIndexOf :: String -> Char -> IO ()

testStrLastIndexOf
 
string
 
ch
 
=

 
println
 
$
 
"stringLastIndexOf "
++
string
++
" "
++
 
charToString
 
ch
 
++
" is: "
++
 
show
 
pos

 
where
 

 
pos
 
=
 
stringLastIndexOf
 
string
 
ch
 

 
charToString
 
ch
 
=
 
packed
 
[
ch
]

main
 
_
 
=
 
do

 
mem
 
<-
 
getFreeMemory
 
()

 
println
 
$
 
"freeMem: "
 
++
 
show
 
mem

 
testSysProp
 
"myprop"

 
testStrLastIndexOf
 
"abc/def/ghi"
 
'/'

```

executant:
```
# establir FREGE_HOME al directori d'instal·lació
# cd al directori pare del ''src''.
$ mkdir classes

# compilant els fonts Java
$ javac -cp classes:$FREGE_HOME/fregec.jar -d classes src/pkgdir/StringExtra.java

# compilant els fonts Frege
$ java -Xss1m -jar $FREGE_HOME/fregec.jar -d classes src/pkgdir/MyNativeInterface.fr src/pkgdir/Test1.fr

# execució:
$ java -cp classes:$FREGE_HOME/fregec.jar -Dmyprop=mypropval pkgdir.Test

freeMem: 28196256
system prop. myprop is: mypropval
stringLastIndexOf abc/def/ghi / is: 7

```

## Relacionat
- Haskell
- Java

### A fons
- Referència del llenguatge (descàrregues)[Enllaç no actiu]
- Exemples del Frege Arxivat 2015-05-12 a Wayback Machine.